# Anatahan
Anatahan is een klein Oceanisch eiland, onderdeel van de regio Micronesië. Staatkundig gezien is het een onderdeel van het Amerikaanse gebiedsdeel Noordelijke Marianen in de Grote Oceaan. Het eiland heeft een oppervlakte van 31,21 km², is ongeveer 9 kilometer lang en 3 kilometer breed. Het hoogste punt ligt op 782 meter. Anatahan ligt ten noorden van het eiland Farallon de Medinilla en ten zuiden van het eiland Sarigan.
Er komen slechts twee soorten zoogdieren voor op Anatahan, de vleermuizen Pteropus mariannus en Emballonura semicaudata. Het eiland werd vroeger bewoond, maar is nu verlaten in verband met de constante dreiging van een vulkanische eruptie.

## Schipbreukelingen in WOII
Op 3 januari 1945, aan het einde van de Tweede Wereldoorlog, stortte een Amerikaanse B-29 Superfortress bommenwerper neer op Anatahan na een bombardement te hebben uitgevoerd boven Nagoya in Japan. Alle bemanningsleden kwamen om het leven bij de ramp.
Verrassend genoeg werd later dat jaar, toen men de lichamen van de bemanning van de B-29 wilde bergen, op het eiland een groep Japanners ontdekt. Het waren dertig opvarenden van drie Japanse schepen die in juni 1944 waren gezonken. Onder de overlevenden was één vrouw, Kazuko Higa, afkomstig uit Okinawa. Vervolgens werden er pamfletten gedropt door Amerikaanse vliegtuigen waarop te lezen stond dat de oorlog voorbij was en dat de groep zich moest overgeven. De Japanners weigerden echter te geloven dat de oorlog was beëindigd.
De groep had kunnen overleven op een menu van kokosnoten, suikerriet en taro (Colocasia esculenta), een knolgewas, aangevuld met vis en hagedissen.
Verder hadden ze drank en rookwaar. Ze dronken een alcoholische drank met de naam tuba (kokosnootwijn) en ze rookten de gedroogde en vermalen bladeren van de papajaplant, die ze in bananenbladeren rolden.
Hun onderkomen bestond uit hutjes van palmbladeren met vloermatten, gevlochten van schroefpalm (Pandanus). De schipbreukelingen wisten nuttig gebruik te maken van het wrak van het neergestorte militaire vliegtuig. Van het metaal maakten ze onder andere potten, messen en daken voor hun hutjes. De zuurstoftanks werden gebruikt om water in op te slaan. De parachutes werden goed benut door van het nylondoek kleding en van de koorden visnetten te vervaardigen. In de machinegeweren zaten veren die ze konden gebruiken als vishaakjes, maar sommige wapens werden intact gehouden.
Het leven van de schipbreukelingen op het eiland was niet zonder conflicten. Het nuttigen van te veel tuba kan een rol hebben gespeeld, maar ook de aanwezigheid van slechts één vrouw leidde tot onmin. In de tijd dat de groep op het eiland zat vielen er elf doden, van wie zes als direct gevolg van geweld. Een van de doden was omgebracht met dertien messteken en elk van de vier mannen die een verhouding was begonnen met de enige vrouw, was op mysterieuze wijze verdwenen tijdens het vissen.
In juli 1950 bracht een Amerikaans schip Kazuko Higa naar Saipan, waar de Amerikanen hoorden dat de schipbreukelingen niet geloofden dat de oorlog voorbij was. Hierop bood de Japanse regering aan een schip naar Anatahan te sturen om de groep op te halen. Aan familieleden werd gevraagd brieven te schrijven naar de leden van de groep met de mededeling dat de oorlog daadwerkelijk was beëindigd. Op 26 juni 1951 werden de brieven door een vliegtuig gedropt. In de morgen van 30 juni 1951, zes jaar na het einde van de Tweede Wereldoorlog, geloofde de groep eindelijk in de afloop van de oorlog en werd de overgave van de groep officieel geaccepteerd.
Over de gebeurtenissen op het eiland verscheen een boek, dat in 1953 door regisseur Josef von Sternberg werd verfilmd als Anatahan.

## Geologische ligging
Anatahan is een van de toppen van vijftien vulkanische bergen die de eilandengroep de Marianen vormen. Deze boog van eilanden ligt op de oostelijke rand van de Filipijnse plaat. Deze tektonische plaat komt hier in aanraking met de Pacifische plaat die de bodem van de Grote Oceaan vormt. De Pacifische plaat verdwijnt bij de Marianen onder de Filipijnse plaat in een proces dat geologen subductie noemen. Hierbij wordt de zeer diepe Marianentrog gevormd. Diep in de aardkorst smelt de Pacifische plaat, en omdat het hete vloeibare gesteente lichter is dan vast gesteente stijgt het op naar het aardoppervlak en wringt zich naar buiten. Hierdoor worden vulkanen gevormd op de rand van de Filipijnse plaat; de Noordelijke Marianen.

### Vulkanische activiteit

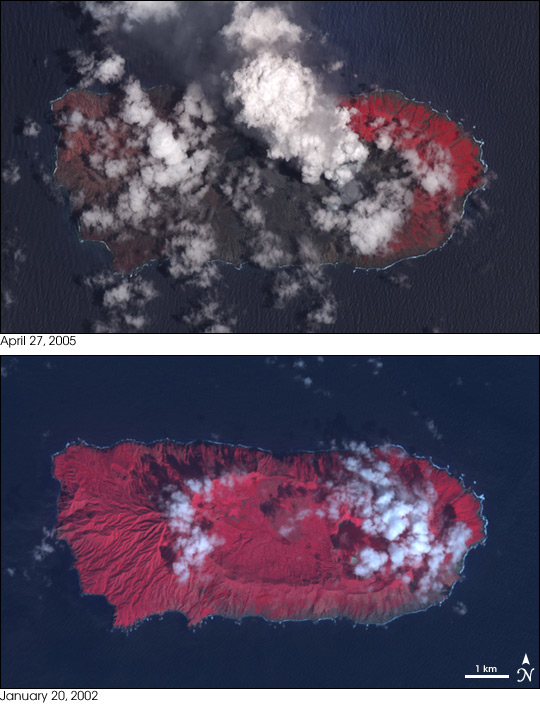
Deze infrarood-opnamen tonen Anatahan op 20 januari 2002 (onderste foto) en 27 april 2005 (bovenste foto). Groene planten worden op afbeeldingen van infrarood-opnamen in rood weergegeven. Op de onderste foto (gemaakt vóór de erupties) is te zien dat de planten het gehele eiland bedekten, inclusief de grote caldera. In 2005 is een groot deel van de vegetatie bedolven onder dikke lagen vulkanisch materiaal. De as en stoom die op dat moment boven het eiland hangen maken het echter moeilijk om veel veranderingen te zien die de erupties waarschijnlijk veroorzaakt hebben.

Anatahan is een van de meest actieve vulkanen van de Marianen. Aan oude lavastromen is te zien dat de vulkaan lang geleden actief was, maar de eerste waargenomen eruptie vond pas in 2003 plaats.
In 2002 bestond het Anatahan uit twee vulkanen, waarvan de caldera's samen een grote elliptische vallei vormden in het midden van het eiland. Sinds mensenheugenis vertoonde de vulkaan geen activiteit, afgezien van kleine bevingen die af en toe door het eiland gingen. Maar in drie jaar tijd veranderde het aanzicht van Anatahan ingrijpend door een serie vulkanische erupties. Op 10 mei 2003 explodeerde de oostelijke krater en werd 10 miljoen kubieke meter materiaal de atmosfeer en de oceaan ingeslingerd. Bij deze hevige eruptie werd een nieuwe krater gevormd in de oostelijke caldera. De eruptie duurde tot 14 juni 2003. In de periode van april tot juli 2004 vonden diverse kleine erupties plaats. Een derde periode van grote activiteit vond plaats van 6 januari tot 6 april 2005 en eindigde in de grootste ooit waargenomen eruptie van deze vulkaan. Bij deze gelegenheid stootte de oostelijke krater over een periode van enkele weken in totaal 50 miljoen kubieke meter as en brokstukken de lucht in, tot een hoogte van ruim 15 kilometer.
Satellietbeelden lieten na deze laatste grote eruptie zien dat de oceaan rond het eiland groen kleurde, een tint die in de dagen daarna overging in donkerbruin. Het afwijkend gekleurde water breidde zich langzaam uit, bijna tot het zuidelijke buureiland Sarigan, dat op 120 kilometer afstand ligt. Dit fenomeen kan verschillende oorzaken hebben gehad. Het zou een reflectie van vulkanische as zijn geweest, dat in het water aanwezig was en langzaam naar grotere diepte zakte. Een andere verklaring zou kunnen zijn dat aanzienlijke hoeveelheden fytoplankton gedijden op de ijzerrijke as. Opeenhopingen van fytoplankton zijn op satellietbeelden te zien als een groene waas.
In de maanden na de grote eruptie werd nog meer vulkanisch materiaal uitgestoten door de vulkaan. De vulkaan bleef nog matig actief; op 19 maart 2006 werd bijvoorbeeld weer een grote pluim vulkanische as waargenomen.
Het bestuur van de Noordelijke Marianen heeft Anatahan tot verboden gebied verklaard vanwege het risico van toekomstige uitbarstingen. Voor vliegtuigen geldt een waarschuwing om op een afstand van ongeveer 19 kilometer te blijven. Momenteel wordt de vulkaan niet als zeer gevaarlijk gezien, maar de omstandigheden op het eiland kunnen zeer snel omslaan.